# Gustav Emil Rudolf Treumann
Gustav Emil Rudolf Treumann (* 27. September 1835 in Freienwalde an der Oder; † 2. Mai 1910 in Baden-Baden) war königlich preußischer Generalmajor und zuletzt Inspekteur der 6. Festungsinspektion.

## Herkunft
Seine Eltern waren der Hofrat und Kreisphysikus August Treumann († 2. Juli 1851) und dessen Ehefrau Emilie Schröders († 7. Oktober 1855).

## Leben
Er erhielt seine Schulbildung auf den Gymnasien in Königsberg und Neuruppin.  Bereits am 3. Januar 1844 ging er als Pionier in die Garde-Pionier-Abteilung und dort am 14. August 1844 zum Unteroffizier ernannt. Vom 1. Oktober 1844 bis zum 11. Juli 1847 war er dann in die Vereinigte Artillerie- und Ingenieurschule abkommandiert und in dieser Zeit am 19. März 1845 zum Portepeefähnrich ernannt und am 29. August 1846 als Seconde-Lieutenant in das 1. Ingenieurinspektion aggregiert. Am 1. Juni 1847 wurde er in die 3. Ingenieurinspektion aggregiert und am 11. Juli 1847 in die 4. Pionierabteilung versetzt. Im Jahr 1849 nahm er am ersten schleswigschen Krieg teil, wo er im Gefecht bei Düppel kämpfte. Am 30. September 1849 kam er dann in die 8. Pionierabteilung. Von dort kam er am 18. März 1850 als Adjutant in die 7. Pionierabteilung. Anschließend kam er am 12. Oktober 1852 zu Fortifikationsdiensten in die Festung Koblenz. Danach wurde er am 6. August 1853 Adjutant der 3. Ingenieurinspektion und dort am 1. Dezember 1853 zum Premier-Lieutenant befördert. Am 22. November 1855 kam er in die 1. Ingenieurinspektion und kam sogleich zu Fortifikationsdiensten in die Festung Posen und am 29. März 1856 in die 2. Ingenieurinspektion sowie zu Fortifikationsdiensten in die Festung Glatz. Dort wurde er am 2. Oktober 1857 zum Hauptmann befördert und am 2. April 1859 zum Kommandeur der 2. Kompanie der 6. Pionierabteilung ernannt. Von dort kam er am 10. Januar 1863 in die 3. Ingenieurinspektion und zu Fortifikationsdiensten in die Festung Mainz. Im Vorfeld des Deutsch-Dänischen Krieges wurde er am 15. Dezember 1863 als Ingenieuroffizier in den Stab des Generalkommandos des kombinierten Armeekorps nach Schleswig abkommandiert. Während des Feldzuges nahm er am Sturm auf die Düppeler Schanzen und dem Übergang nach Alsen teil. Dafür erhielt er am 7. Juni 1864 den Roten Adlerorden 4. Klasse mit Schwertern sowie am 14. August 1864 auch noch eine Belobigung für Alsen. Anschließend wurde er wieder in die Festung Mainz versetzt. Während des Deutschen Krieges von 1866 kämpfte er bei Münchengrätz, Uettingen/Roßbrunn sowie der Beschießung bei Würzburg.
Nach dem Krieg kam er am 10. Oktober 1866 als Kommandeur in die 3. Kompanie des Pionierbataillon Nr. 7. Aber schon am 30. Oktober 1866 wurde er mit der Führung des Pionierbataillons Nr. 7 beauftragt und dort am 19. Januar 1867 zum Major befördert. Während des Deutsch-Französischen Krieges war er vom 10. November bis zum 13. Dezember 1870 Ingenieur en Chef während der Einschließung von Thionville sowie Kommandeur der Pioniere bei der Belagerung von Montmedy. Während des Feldzuges kämpfte er bei Spichern, Colombey und Gravelotte. Ferner war er bei den Belagerungen von Metz, Thionville und Montmedy sowie den Gefechten bei Marnay und Pontarlier. Dafür erhielt er am 12. September 1870 das Eiserne Kreuz 2. Klasse.
Nach dem Krieg kam er am 21. September 1871 als Ingenieur-Offizier vom Platz in die Festung Rastatt und dort am 18. Januar 1872 zum Oberstleutnant befördert. Am 16. April 1874 wurde er dann zur Wahrnehmung der Geschäfte als Inspekteur in die 6. Festungsinspektion abkommandiert, am 19. September 1874 zum Oberst befördert und am 12. November 1874 als Inspekteur bestätigt. Dort erhielt er am 11. Februar 1877 den Roten Adlerorden 3. Klasse mit Schleife und Schwertern. Aber am 12. August 1879 wurde er mit dem Charakter als Generalmajor und Pension zur Disposition gestellt, am 15. Januar 1887 bekam er seine Abschied mit Pension.
Er starb am 2. Mai 1910 in Baden-Baden.

## Familie
Treumann heiratete am 13. Januar 1864 in Bromberg Albertine Michaline Bleck (* 19. Mai 1839; † 17. Juni 1896), eine Tochter des Rittergutsbesitzers Michael Bleck auf Lowin. Das Paar hatte mehrere Kinder:
- Michaline (* 25. April 1867; † 28. April 1867)
- Elsbeth (* 19. Februar 1869)
- Rudolf Michael (* 13. April 1873; † 1933), Maler und Holzschneider